# Жуков, Степан Алексеевич
Степан Алексеевич Жуков (1906—1990) — советский инженер-конструктор в системе атомной промышленности; Главный конструктор Завода № 418 МСМ СССР (1957—1967). Лауреат Ленинской премии (1961).

## Биография
Родился в 1906 году в селе Чернорицкое, Пермской губернии в крестьянской семье.
Трудовую деятельность начал с 1928 года — председателем и инспектором правления потребкооперации Зайковского района Свердловской области. С 1940 года после окончания Московского авиационного института был назначен инженером-конструктором, с 1941 — начальник бригады Специального конструкторского бюро Завода № 454 НКАП СССР. В 1941 году завод эвакуирован в город Куйбышев.
С 1947 года — на предприятиях атомной промышленности СССР: работал в закрытом городе Арзамас-16 — старшим инженером, начальником отдела, заместителем главного конструктора Сектора № 10 КБ-11. С 1957 года работал в закрытом городе Свердловск-45 — начальником Конструкторского отдела и главным конструктором Завода № 418 МСМ СССР, организатор Специального конструкторского бюро завода.
С 1967 года — на пенсии. Умер в 1990 году.

## Награды
Источники:

### Ордена
- Орден Ленина (1960)
- Орден Трудового Красного Знамени (1956)
- Два Ордена «Знак Почёта» (1949, 1954)

### Премии
- Ленинская премия (1961)